# Midfinger Records
La Midfinger Records è un'etichetta discografica indie rock fondata nel 2001 a Varese.

## Gruppi di Midfinger Records
- Agaskodo Teliverek
- Anonimo FTP
- Drink to Me
- Edwood
- The Gumo
- Hollowblue
- Jeniferever
- King Me
- Lara Martelli
- Mama Shamone
- Mimes of wine
- Mr Bizarro & The Highway Experience
- Muldoon and the other
- One Dimensional Man
- Orange
- Outsider
- Quinto Stato
- Showroom Dummies
- Sunday Morning
- Sunflower